# Tapsos
Tapsos (en grec antic Θάψος) va ser una ciutat a la costa de la Bizacena, a la província romana d'Àfrica.
Tenia un llac salat a la rodalia i segons Claudi Ptolemeu estava situada a 80 estadis de l'illa de Lampedusa, que tenia al davant. Allí va obtenir Juli Cèsar una victòria decisiva (batalla de Tapsos) sobre Quint Cecili Metel Pius Escipió, partidari de Pompeu l'any 46 aC, que pràcticament posava fi a la segona guerra civil romana. Cèsar la va fortificar, segons diu Estrabó.